# Ľadová jama

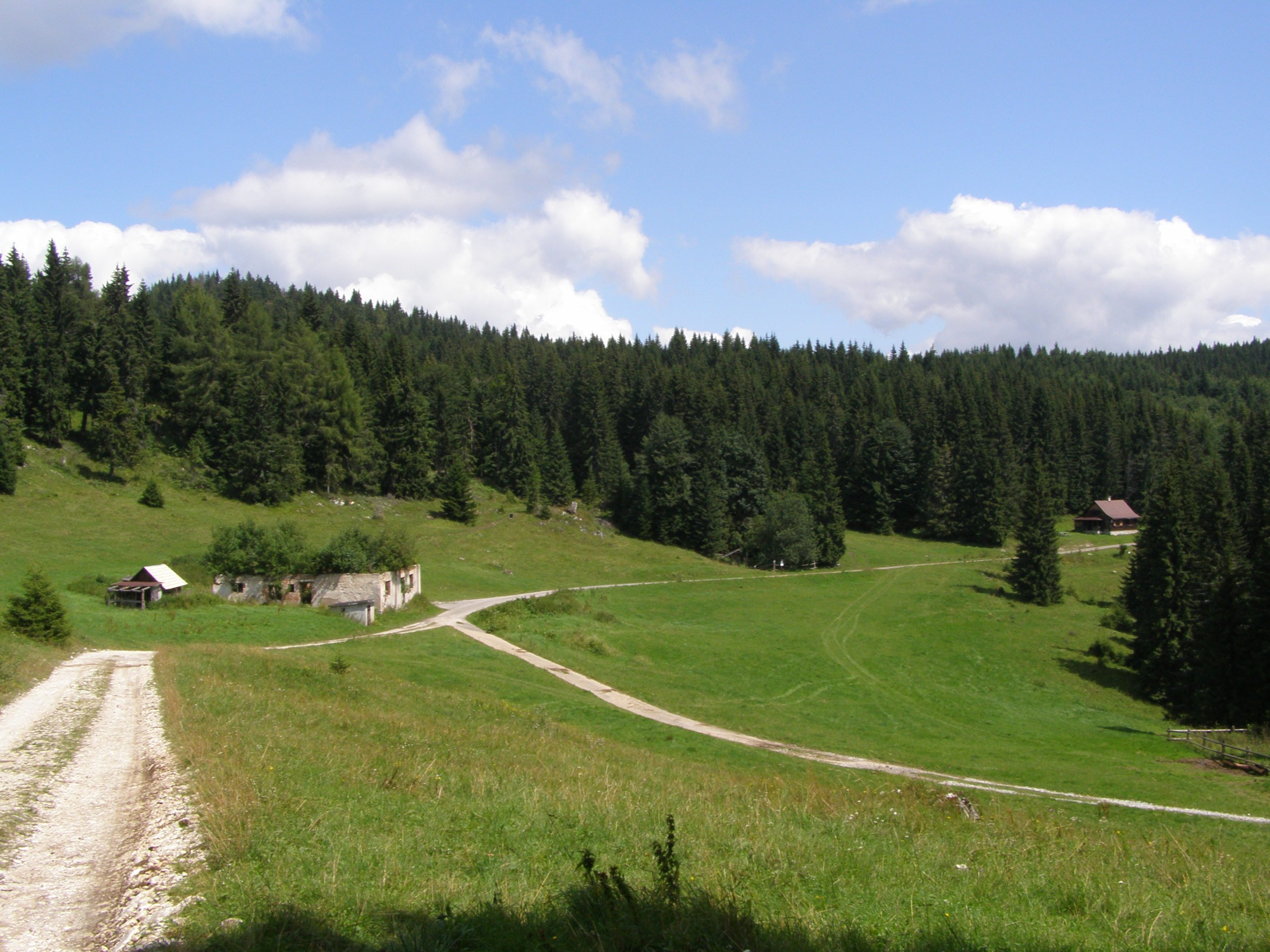
Polana Studňa. Wylot jaskini w kępie drzew nad drogą (w centrum zdjęcia)

Ľadová jama (też: Ľadová jama na Muráni, pol. Lodowa Jama) – jaskinia krasowa na Płaskowyżu Murańskim, w Wewnętrznych Karpatach Zachodnich na Słowacji. Ma 64 m długości korytarzy i 24 m głębokości. Jedna z niezbyt licznych jaskiń lodowych w Karpatach.

## Położenie
Jaskinia leży w granicach administracyjnych miejscowości Muráň w powiecie Revúca. Znajduje się w centralnej części Płaskowyżu Murańskiego, we wschodniej części polany Studňa. Jej wylot leży na wysokości ok. 1170 m n.p.m., tuż przy wąskiej, asfaltowej drodze wiodącej z polany Veľká lúka, ok. 100 m za drewnianym domkiem będącym w dyspozycji Parku Narodowego, a przed miejscem, w którym stała dawna gajówka Studňa. Jej położenie wśród gęstej zieleni zdradza drewniany płot i tablica informacyjna.
Drogą koło wylotu jaskini wiodą znakowane szlaki turystyczne:
- zielony ze stacji kolejowej Červená Skala w dolinie Hronu do przystanku kolejowego Pohorelská Maša w tej samej dolinie;
- żółty z rozdroża Klatná w dolinie Hronca w kierunku Veľkéj lúki.
- W pobliżu przebiegają również czerwone znaki głównego szlaku Rudaw Słowackich, zwanego Rudná magistrála[4].

## Charakterystyka
Jaskinia została wypreparowana w triasowych wapieniach tzw. wettersteinskich na skutek działalności wód opadowych bogatych w dwutlenek węgla, przedostających się w głąb górotworu systemem szczelin i pęknięć tektonicznych. Dzięki formie głębokiej „kieszeni” z jednym tylko, górnym otworem, jaskinia jest w stanie podczas zimy zgromadzić i utrzymać do lata zasób zimnego powietrza. W związku z tym w jaskini zwykle utrzymuje się pokrywa lodowa do początków lata lub nawet przez cały rok.

## Flora i fauna
Mikroklimat panujący w jaskini tworzy specyficzny, chłodny i wilgotny biotop, w którym występuje szereg zimnolubnych gatunków bezkręgowców, które zachowały się tu od czasów epoki lodowej. Znajduje się wśród nich m.in. troglofilny gatunek chrząszcza Duvalius microphtalmus. Jaskinia jest również stałym miejscem zimowania kilku gatunków nietoperzy.
Wśród roślin występujących wokół wylotu jaskini również znajdziemy gatunki lubiące chłodne i wilgotne stanowiska. Paprotka zwyczajna, paprotnica krucha, fiołek dwukwiatowy czy kozłek trójlistkowy występują głównie na północnej, eksponowanej części skalnej ściany przy wylocie jaskini. Rośnie tu również wiciokrzew pospolity.

## Historia eksploatacji
Jaskinia jest znana od dawna. Wypasający tu swe trzody pasterze przechowywali w niej produkty spożywcze, a mieszkańcy wspomnianej leśniczówki używali jaskini jako naturalnej lodówki. Dziś jaskinia nie jest dostępna do zwiedzania. Ze względu na studniowatą formę wejścia do jaskini jest ono ogrodzone drewnianym płotem, do którego doprowadza kilkumetrowy drewniany podest. Otwór jest mocno obrośnięty zielenią i zajrzenie do środka jest utrudnione.

## Ochrona jaskini
Jaskinia znajduje się na obszarze Parku Narodowego Muránska planina. Niewielki teren wokół niej o powierzchni 0,24 ha jest od 1965 r. chroniony, pierwotnie jako Chránené nálezisko, obecnie jako Chráněný areál.